# Katja Ebstein
Pour les articles homonymes, voir Ebstein.
Katja Ebstein (son vrai nom est Karin Witkiewicz), née le 9 mars 1945 à Girlachsdorf, est une chanteuse allemande de schlager populaire en Allemagne. Elle s'est mariée avec le compositeur allemand Christian Bruhn qui lui écrivit de nombreuses chansons.

## Participations à l'Eurovision
Katja Ebstein participa trois fois à l'Eurovision :
- En 1970 avec la chanson Wunder gibt es immer wieder[1]. Avec cette chanson, elle reçut 12 points et termina à la troisième place du Concours.
- L'année suivante, en 1971, avec la chanson Diese Welt[2]. Avec cette chanson, elle reçut 100 points et termina de nouveau troisième du Concours.
- Puis en 1980 avec la chanson Theater[3]. Avec cette chanson, elle reçut 128 points et termina deuxième du concours cette année-là.

## Plus grands succès
- Es war einmal ein Jäger
- Theater
- Was ich dir noch singen wollte
- Wunder gibt es immer wieder, compositeur  Christian Bruhn, paroles Günther Loose
- Der Stern von Mykonos
- Ein Indiojunge aus Peru

Elle enregistra également quelques chansons en français, en anglais, en espagnol et même en japonais.